# Cechovní postavník

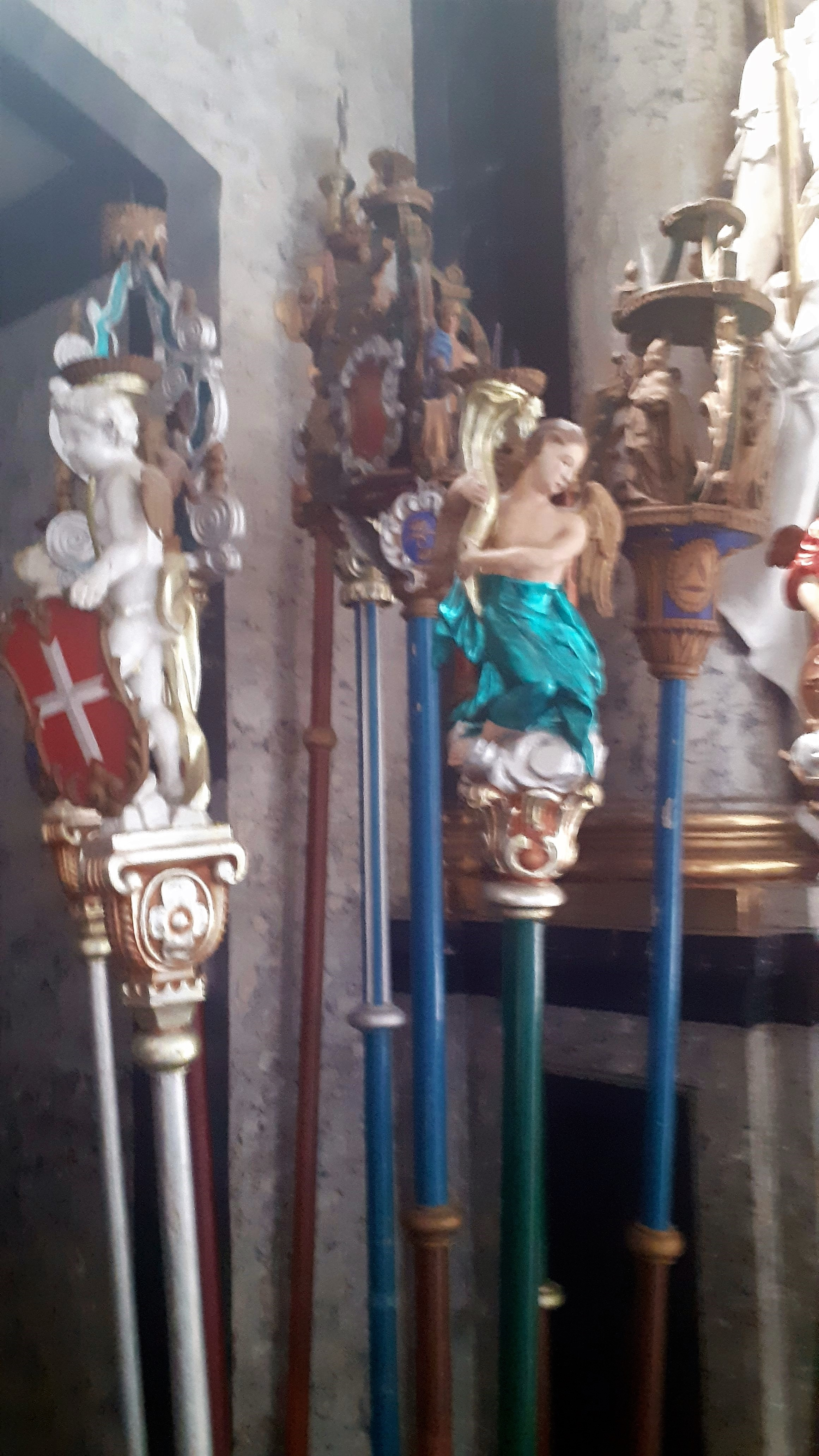
cechovní postavníky v kostele Nanebevzetí Panny Marie v Holešově

Cechovní postavníky patřily mezi insignie, které symbolizovaly jednotlivé cechy a dokládaly skutečnost, že cechy pečovaly o společnou účast při náboženských slavnostech a vychovávaly tak i tovaryše a učedníky ke kázni a ke katolickému vyznání. Každý cech měl svého svatého patrona, který souvisel s příslušným řemeslem. Obraz světce zdobil cechovní prapor (korouhev) a také postavníky na svíce, které v kostele označovaly místo (lavice), v nichž sedávali příslušníci jednotlivých cechů. Při církevních slavnostech a procesích, kde chodily cechy v průvodu s vlastním praporem s vyobrazeným patronem cechu, nesl zástupce cechu i postavník z kostela. 
Postavník byla asi tři metry dlouhá tyč, na jejímž vrcholu byla hlavice s atributy cechu, heraldickými znaky nebo figurkami vystihujícími řemeslo. Hlavice byla zpravidla vyrobena ze dřeva a opatřena polychromií – vícebarevným nátěrem. Některé cechovní znaky nesli andělíčci (putti), někdy je drželi v rukou andělé ochránci, případně světci – patroni cechu, jindy byla znamení na postavníku umístěna ve zmenšené imitaci různých altánků či staveb. Na horní části hlavice byl zabudován trn na svíci, jež byla rozsvěcována při bohoslužbách a jiných příležitostech (pohřby, procesí).